# Gissey-sous-Flavigny
Gissey-sous-Flavigny är en kommun i departementet Côte-d'Or i regionen Bourgogne-Franche-Comté i östra Frankrike. Kommunen ligger i kantonen Venarey-les-Laumes som tillhör arrondissementet Montbard. År 2022 hade Gissey-sous-Flavigny 93 invånare.

## Befolkningsutveckling
Antalet invånare i kommunen Gissey-sous-Flavigny
Referens:INSEE